# 沙田大會堂

1987年剛落成的沙田大會堂外牆以啡色作主調，2000年11月進行工程更換外牆瓷磚為粉紅色

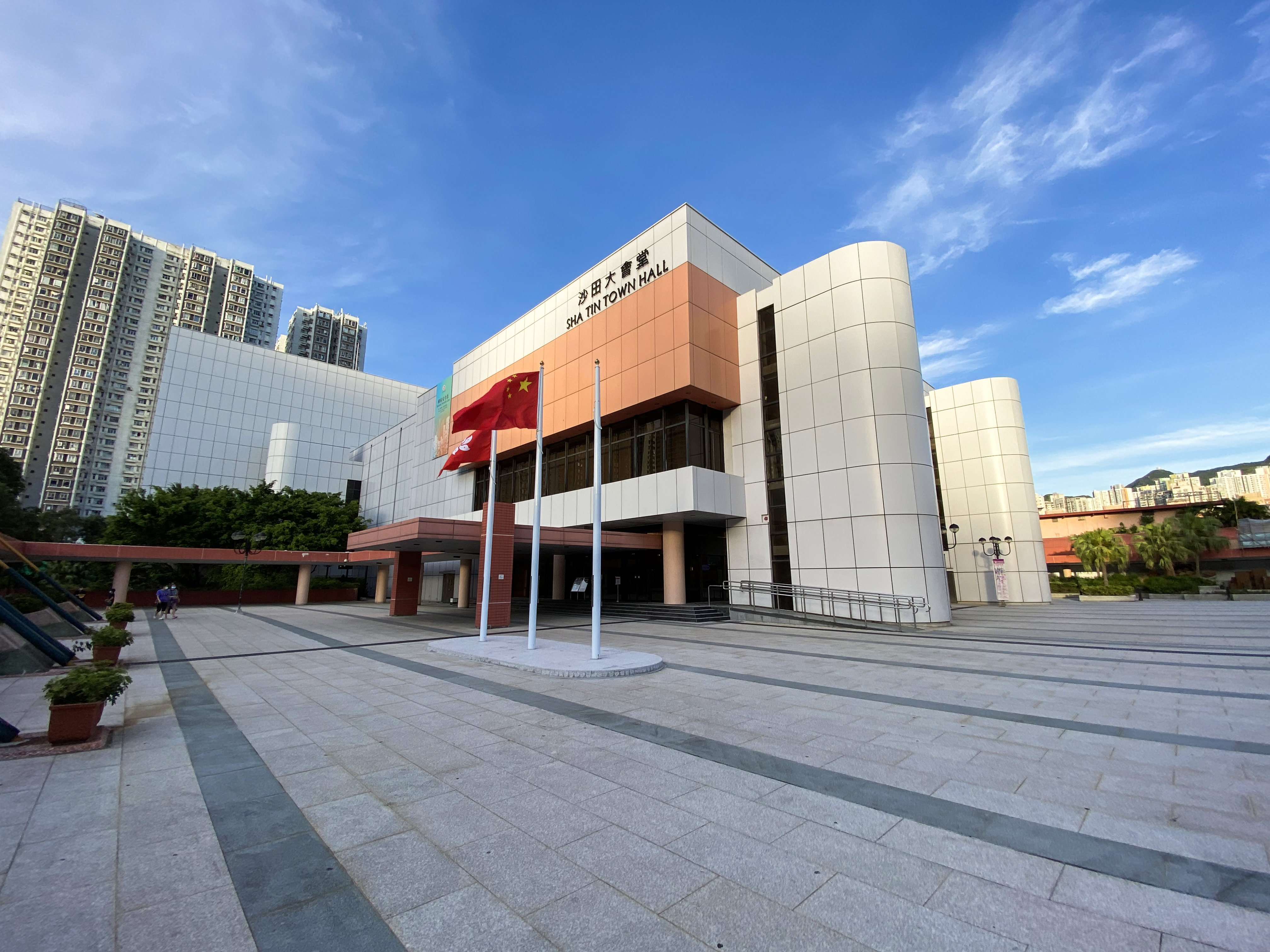
沙田大會堂（2020年6月）

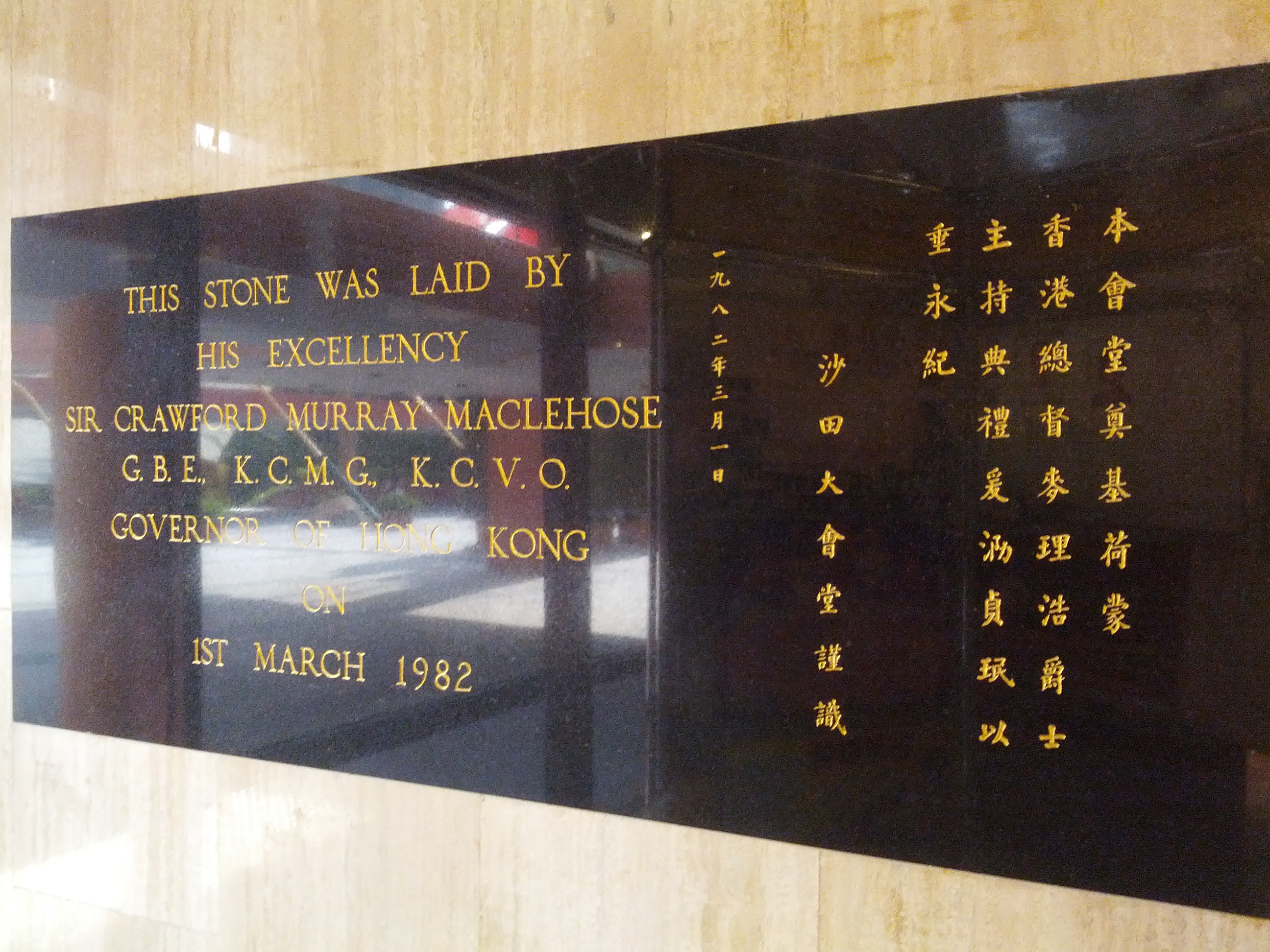
沙田大會堂在1982年3月1日由港督麥理浩爵士主持奠基禮

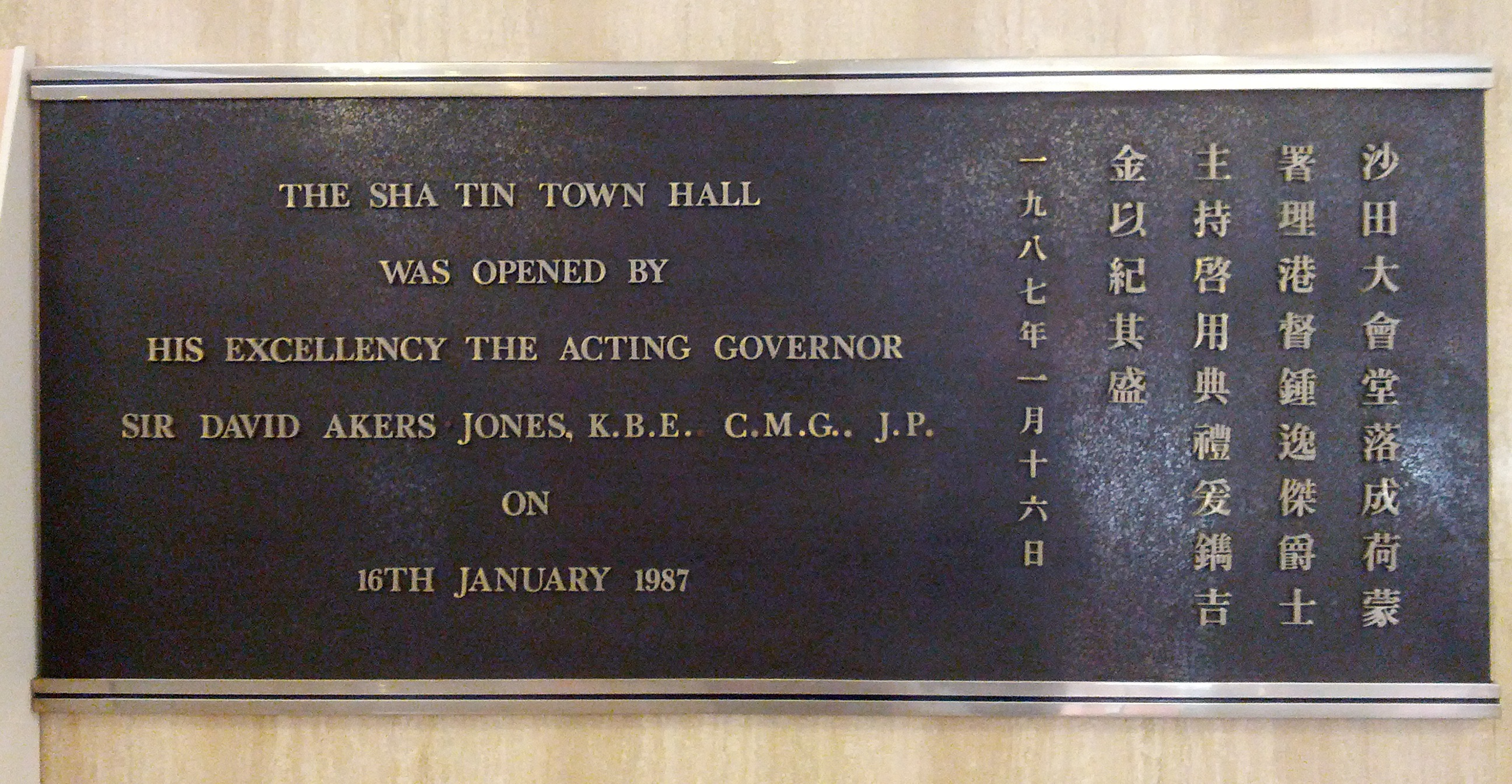
署理港督鍾逸傑爵士在1987年1月16日主持沙田大會堂落成啟用儀式

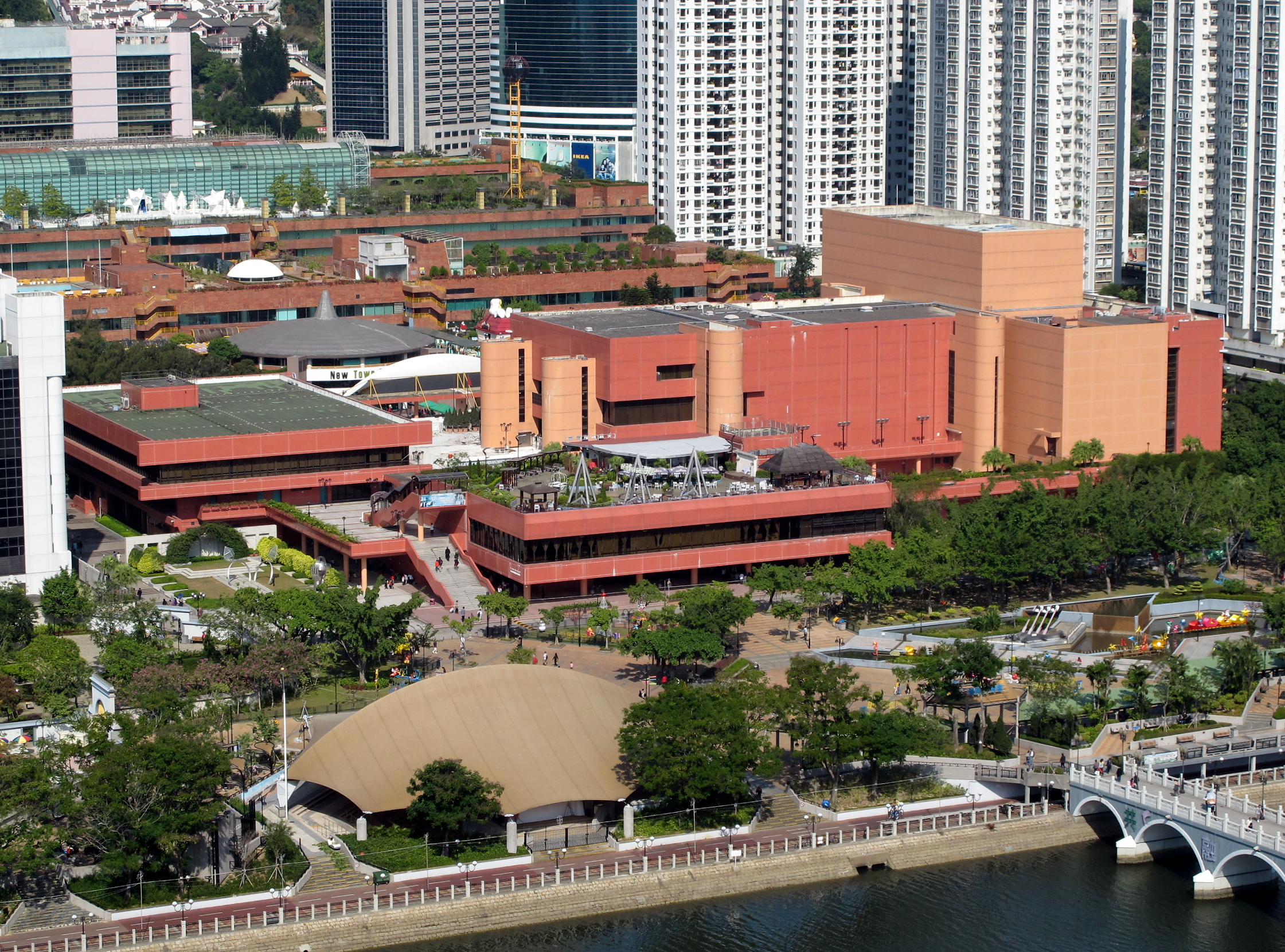
沙田大會堂（右）連同沙田中央圖書館（左）及沙田婚姻註冊處（中）一起建成

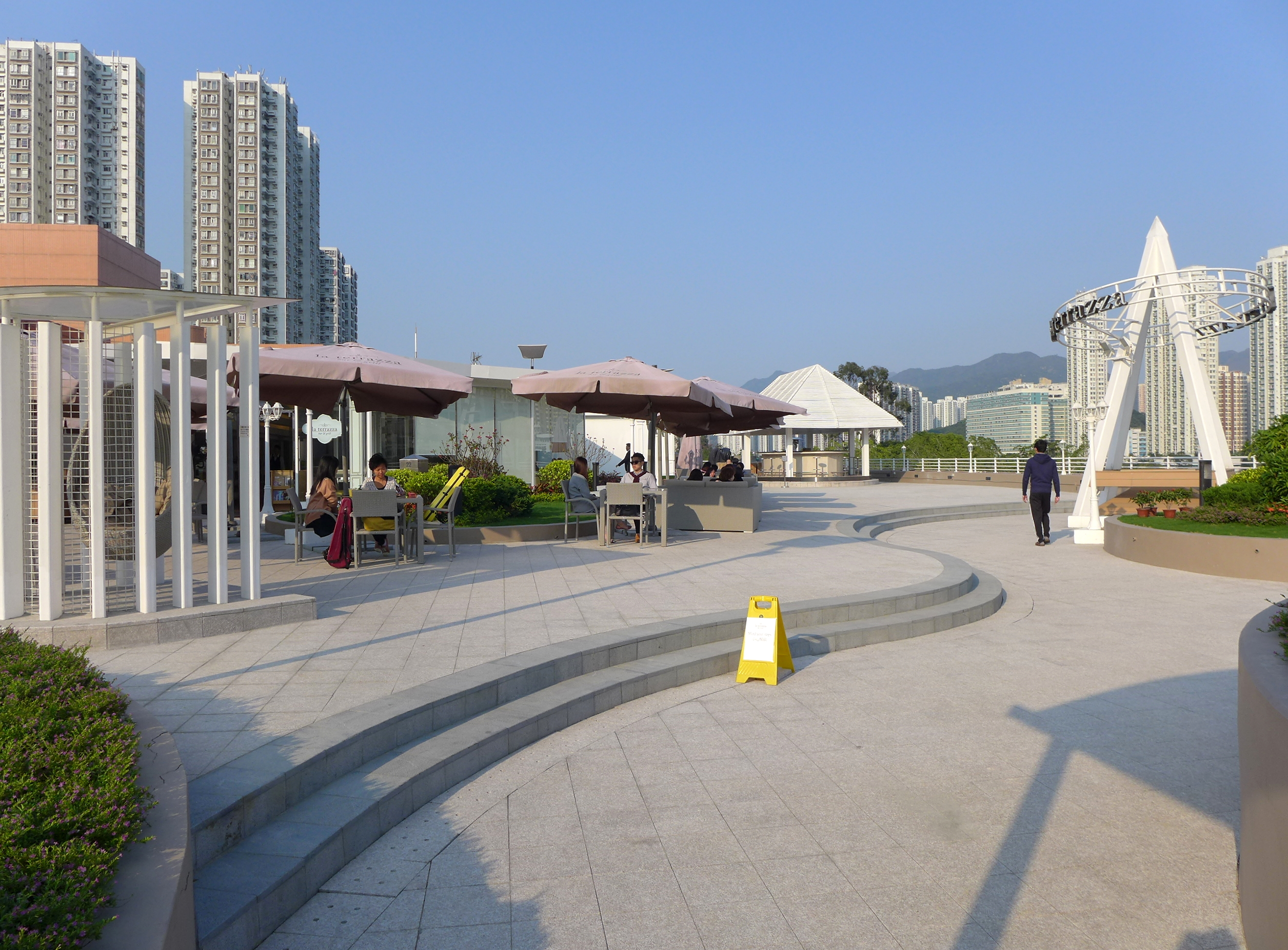
大會堂平台食肆 la terrazza bar & grill

沙田大會堂（英語：Sha Tin Town Hall）是香港繼香港大會堂和荃灣大會堂後第三座大會堂，於1987年1月16日落成開幕，位於新界沙田源禾路1號，由康樂及文化事務署管理。沙田大會堂耗資1.38億港元興建，是新界東部的主要文娛中心，經常舉辦戲劇、音樂及舞蹈等活動，或是展覽及會議。

## 歷史
沙田大會堂連同沙田中央圖書館項目原本稱為沙田文化中心。地基工程於1981年至1982年建成，於1982年3月1日由港督麥理浩爵士主持奠基禮。政府隨後將工程批給日本承建商負責興建，合約總值9,300萬港元。項目於1983年9月15日已動工，並且在1986年完成工程，1987年1月16日由署理港督鍾逸傑爵士主持落成啟用儀式。
在2000年11月，沙田大會堂連同沙田中央圖書館及酒樓進行外牆翻新瓷磚工程，於2001年12月完成。縱使改變了大會堂給人冷冰冰的感覺，但整體上與外牆玻璃格格不入。到2014年12月起，沙田大會堂進行外牆更換工程，於2015年12月完成後，新外牆以灰白色為主，被網民狠批十分醜陋。

## 設施
沙田大會堂主要有三個大型場地，包括：
演奏廳
舞檯面積323平方米，每邊側檯面積約300平方米，有1,372個座位，配備音樂井、電腦控制專業舞檯燈光系統（140條線路）、高質素音響系統、音樂會三角鋼琴、定音鼓、 多媒體投射機、化妝間、樂隊及合唱級台等。
文娛廳
面積378平方米，備有活動座椅級台，可容納300個觀眾，配備活動舞台、電腦控制燈光系統（96條線路）、專業音響設備、多媒體投射機、幻燈機、小型三角鋼琴、反音板、活動銀幕及化妝間等。
展覽廳
佔地378/189平方米面（可供選擇），配備低溫射燈系統、音響設備、符合博物館規格的灑水及保安系統、展覽板、多媒體投射機及活動銀幕等。展覽廳亦是大會堂內唯一有落地玻璃的地方。
此外還有舞蹈室、音樂室、會議室、演講室及練習室等設施。售票處設有兩部城市電腦售票終端機。
大會堂平台設美心皇宮、特色食肆 la terrazza bar & grill 及沙田公共圖書館。

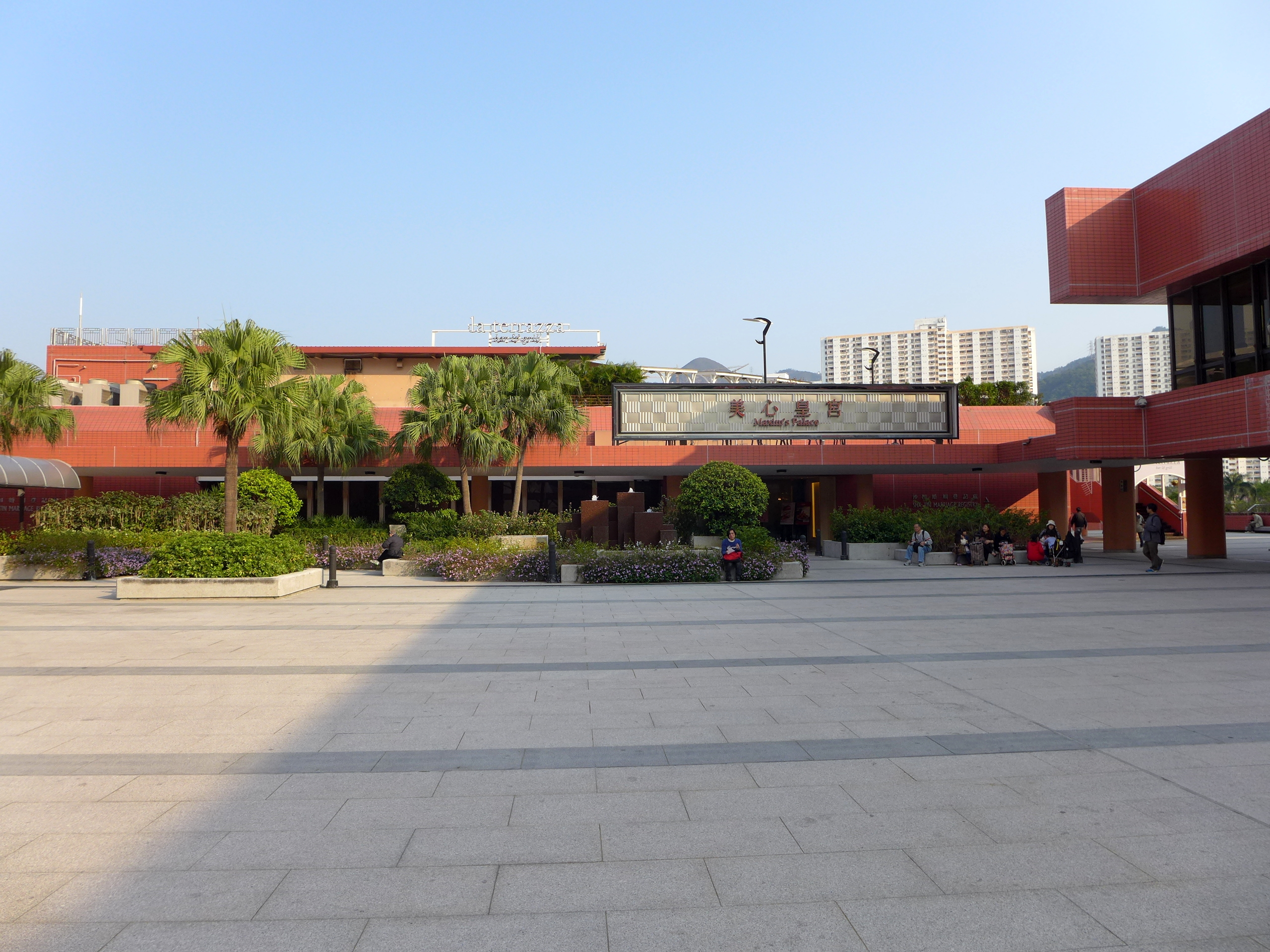
平台為美心皇宮，樓上為特色食肆
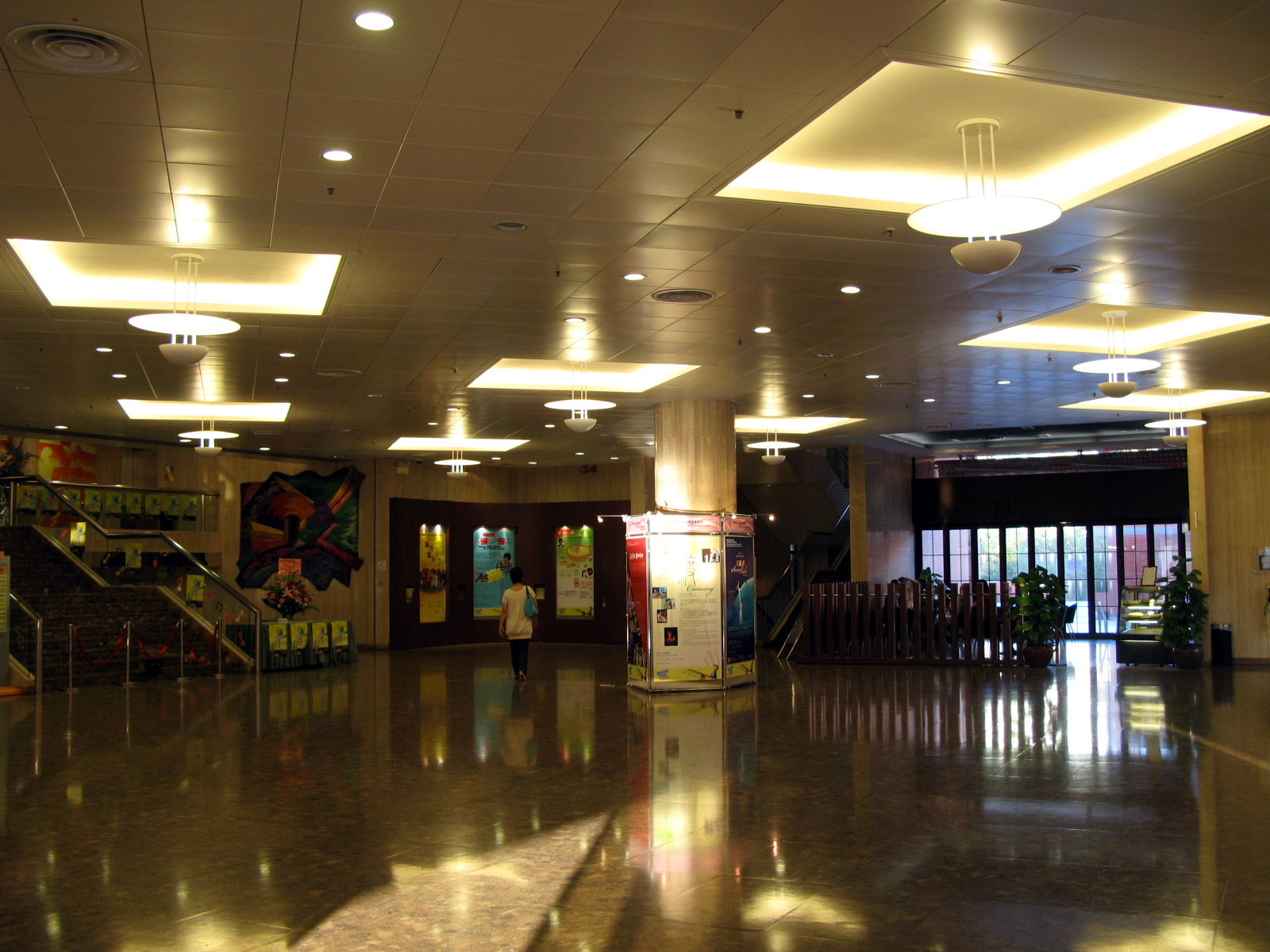
大堂
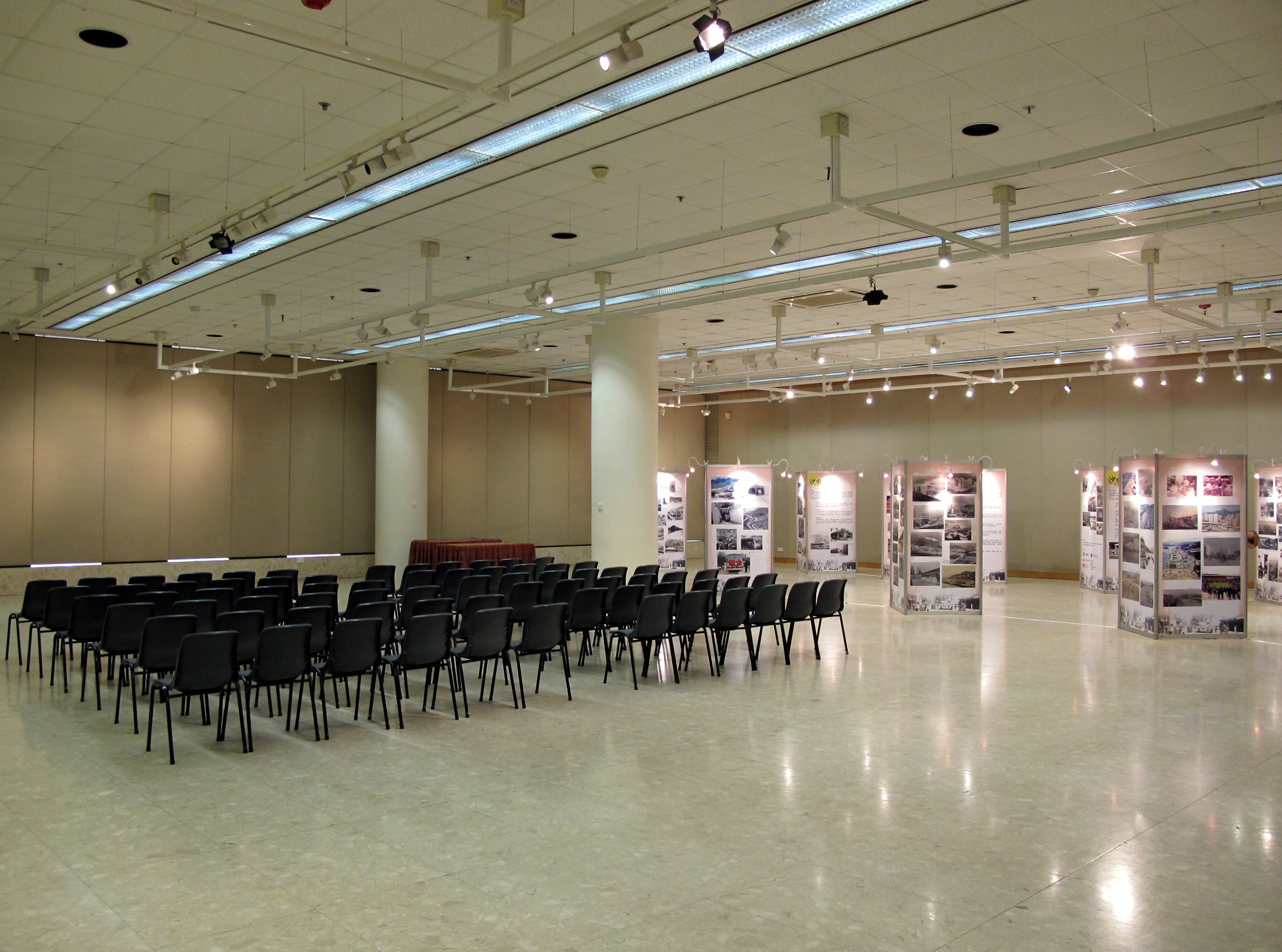
展覽廳
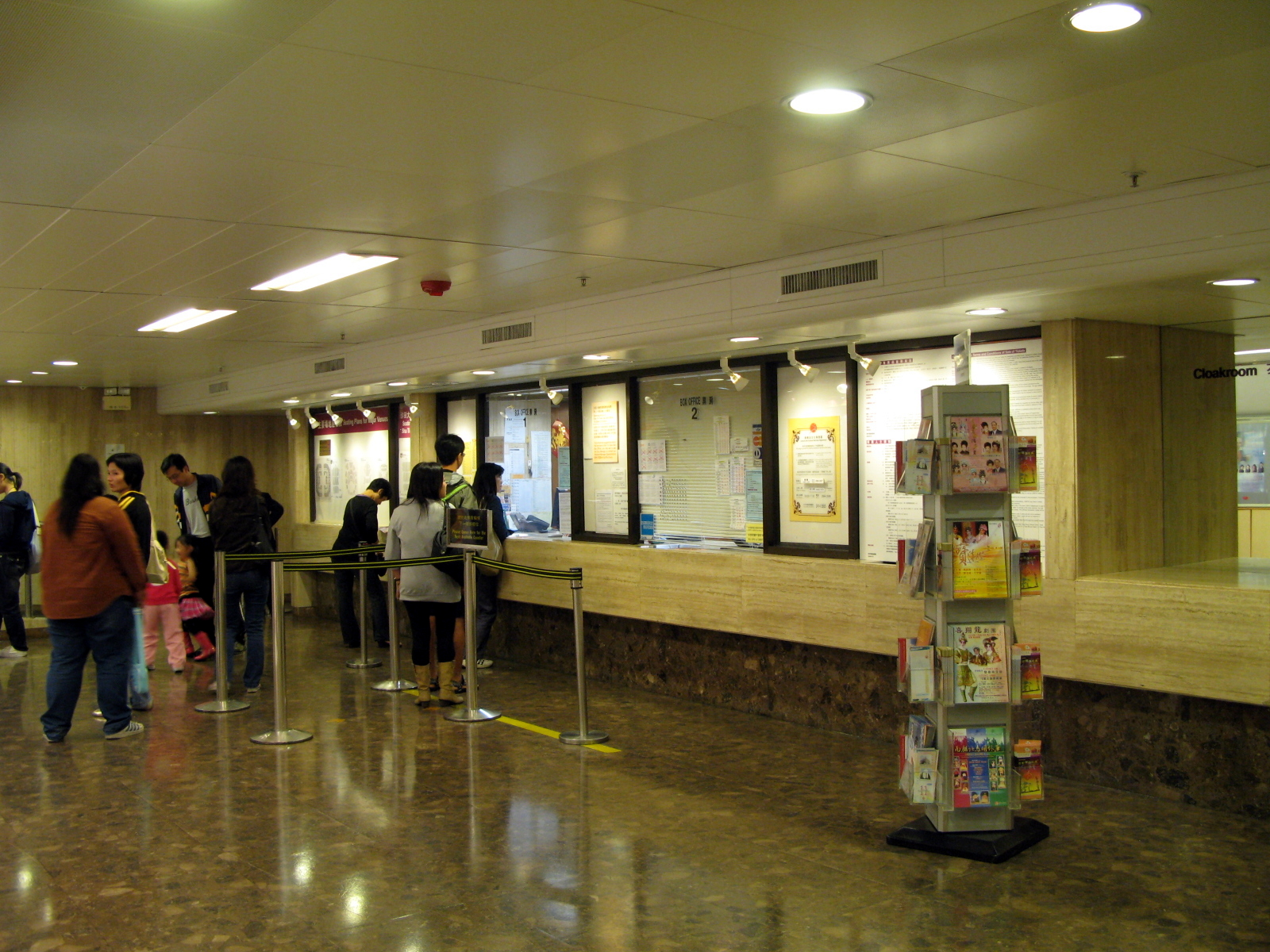
售票處
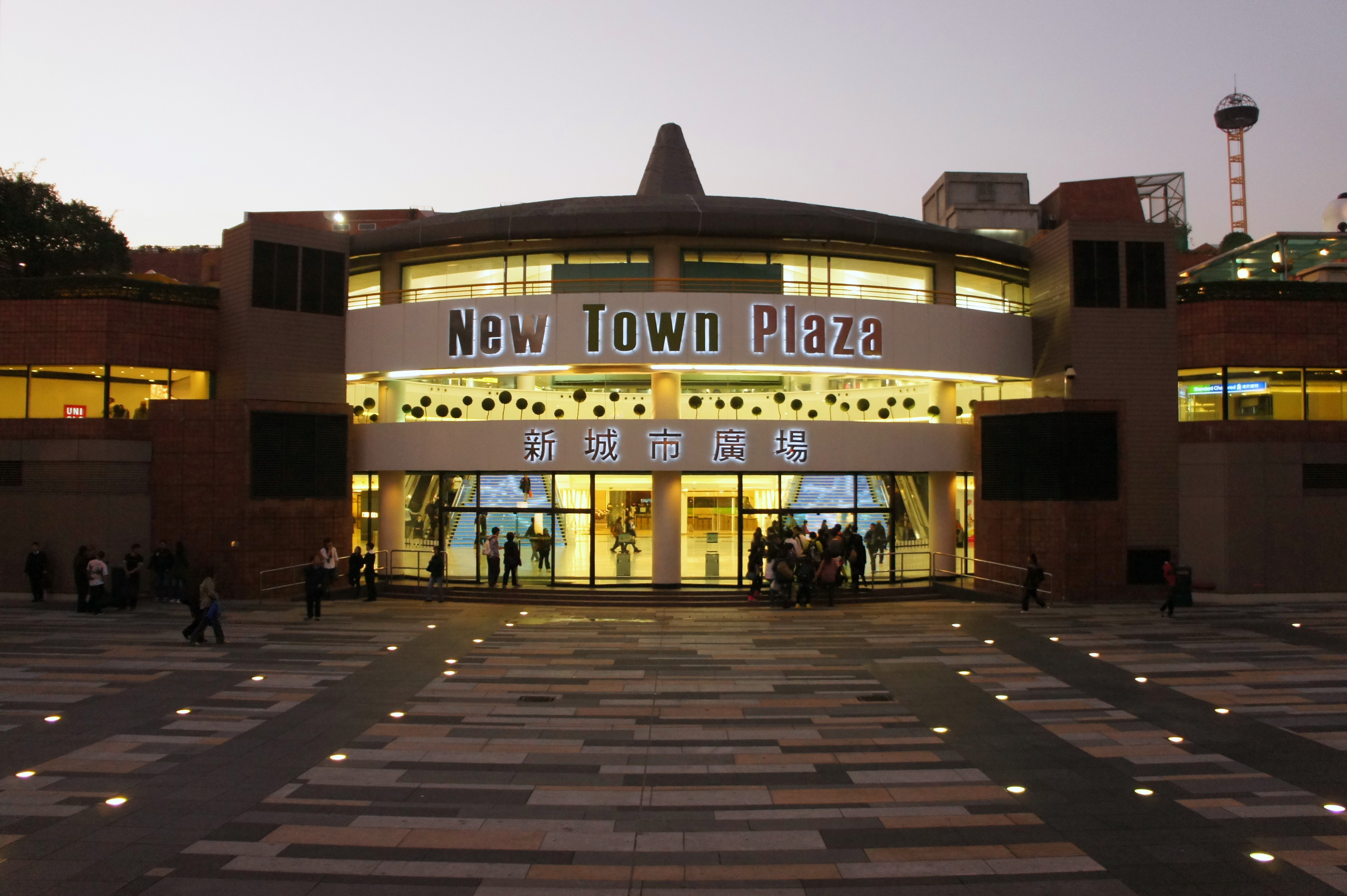
從沙田大會堂望向新城市廣場，前方空地為沙田大會堂廣場。

## 公共空間擺站遭康文署驅趕
2014年8月24日，民間團體「夏慢漫生活節」前日到沙田大會堂對出的樓梯級，擺放一輛木頭車收集市民對如何使用公共空間的意見，卻遭康文署保安留難及驅趕，制止他們錄影。更曾一度提出要沒收木頭車，最後活動被迫腰斬。康文署稱是因為收到市民投訴阻礙通道才「勸喻」對方離開。
康文署回覆，當日約10名人士在大樓梯上放置木頭車、枱椅及展示書本並邀請途人取閱，沙田大會堂接獲市民投訴有人擺放物件阻礙通道後，由當值經理到現場勸喻有關人士把木頭車及枱椅收起。署方又指，大樓梯是沙田大會堂地下廣場通往平台主要通道，受《公眾衞生及市政條例》第132章附屬的《文娛中心規例》規管，市民在不阻塞通道及不騷擾其他人士下可以在大樓梯上閒坐。康文署指，根據《文娛中心規例》第105O條第10項，未經沙田大會堂批准不可在大會堂範圍內擺放攤位等物品，否則職員有權將物品移走。

## 保安措施
由於區內凌晨有不少夜青聚集，引起保安問題。自2007年10月起，於凌晨時份封閉沙田大會堂平台廣場，並在廣場外圍加裝多部閉路電視。措施執行後，夜青數目已減少。

## 激進示威者破壞美心皇宮
於香港逃犯條例爭議期間，美心集團創辦人之一伍沾德長女伍淑清多次發表針對反修例人士之言論，包括『將放棄兩代人』及批評公務員『政治中立』，引來反修例人士嚴重不滿及針對美心集團其他各餐廳之行為。
2019年11月10日下午，有黑衣蒙面示威者人闖進沙田大會堂內的美心皇宮大酒樓破壞，把櫈擲向天花的水晶燈，水晶燈上的水晶跌落在地上，擊碎店內玻璃，推翻桌椅、打碎玻璃欄杆及玻璃杯、噴上「支那」、「垃圾美心」、「黑心美心」等侮辱字眼。其時店內有逾二十名食客，眾人見狀慌忙離開，有女食客驚慌大哭，亦有小孩痛哭，情況混亂。一名職員極度受驚，一直尖叫，又大叫「不要搞啦！你們好殘忍！」，大批黑衣人其後即返回新城市廣場。

## 鄰近地點
- 沙田公共圖書館
- 城市藝坊
- 沙田公園
- 沙田裁判法院
- 帝都酒店
- 新城市廣場
- 史諾比開心世界

## 外部連結
- 沙田大會堂（页面存档备份，存于）

22°22′53″N 114°11′24″E / 22.3813426°N 114.1901019°E